# Адамович, Андрей Васильевич
Андре́й Васи́льевич Адамо́вич (1891—1948) — капитан государственной безопасности. Входил в состав особой тройки НКВД СССР.

## Биография
Филарет Адамович родился в 1891 году в Каинском уезде Томской губернии в семье рабочего, позже ставшего крестьянином-бедняком. В 1901 году в сельском училище окончил 3 класса, после чего с апреля 1904 года работал батраком у кулаков Портнова и Фомина. В ноябре 1907 года был повышен до рабочего, мастера артельного маслодельного завода села Камышево.

### Годы первой мировой войны
В сентябре 1913 года призван в русскую армию. Там он до августа 1913 года служил во Владивостокском крепостном минном батальоне в низшем воинском звании рядового. Два года, по август 1914 года учился в машинно-подрывной военной школе. После обучения, до октября 1917 года — рядовой-сапёр 8-го Сибирского инженерного полка 7-го Сибирского стратегического корпуса.

### Революция и годы гражданской войны
В 1917 году стал членом Компартии, вступив в апреле в РСДРП(б). В период с октября 1917 по май 1921 года являлся членом Красной гвардии, РККА и революционного комитета 7-й армии, а также заместителем председателя трибунала ревкома, командиром взвода, помощником командира Красногвардейского отряда Подольской железной дороги, города Проскуров и Екатеринослав, командиром партизанского отряда в Архангельской губернии, командиром полка 73-й стрелковой дивизии, командиром 163-й отдельной стрелковой бригады, военным комиссаром Штаба 14-й армии, начальник окружного отряда, а также занимал должности начальника Тульчинского и Проскуровского окружных отделов ГПУ.

### Работа в ВЧК
Затем, без малого 4 года, с 1922 по 1925 года был начальником Особого отдела ВЧК ГПУ 45-й стрелковой дивизии в городе Белая Церковь Украинского военного округа. С мая по ноябрь 1925 года посещал Курсы секретарей укомов при ЦК ВКП(б). После, Андрей Адамович до 1938 года занимал пост начальника губернского отдела ГПУ Уральской и Сырдарьинской губерний, начальника Уральского окружного отдела ГПУ, начальника ГПУ при СНК АССР Немцев Поволжья, начальника Брянского оперативного сектора ГПУ, начальника Актюбинского областного отдела ГПУ и начальника УНКВД в трёх областях Советского Союза: Актюбинской, Северо-Казахстанской и Карагандинской. Этот период отмечен вхождением в состав особой тройки, созданной по приказу НКВД СССР от 30.07.1937 № 00447 и активным участием в сталинских репрессиях. В частности, был одним из участников Большого террора 1937—1938 годов.

## Награды и звания
За все эти годы работы был удостоен такими наградами и званиями как знак «„Почётного работника ВЧК-ГПУ (V)“ № 689», 25 декабря 1935 года ему присвоено звание капитана государственной безопасности, 17 декабря 1937 года за образцовое и самоотверженное выполнение важнейших правительственных заданий награждён «Орденом Красной Звезды», 22 февраля 1938 года вручена медаль «XX лет РККА».

## Завершающий этап
7 февраля 1939 года уволен из органов НКВД. Проживал в Западно-Казахстанской области, где и скончался в 1948 году.

## Интересные факты
С середины 1932 по конец 1933 года проживал в Брянске, в эти полтора года своей командировки находился одновременно на должности председателя брянского динамовского общества, считается отцом-основателем местного футбольного клуба «Динамо», так как идея о создании футбольного коллектива в городе принадлежала ему задолго до прибытия в Брянск по линии ГПС.